# ベアトリス・レイン・スズキ

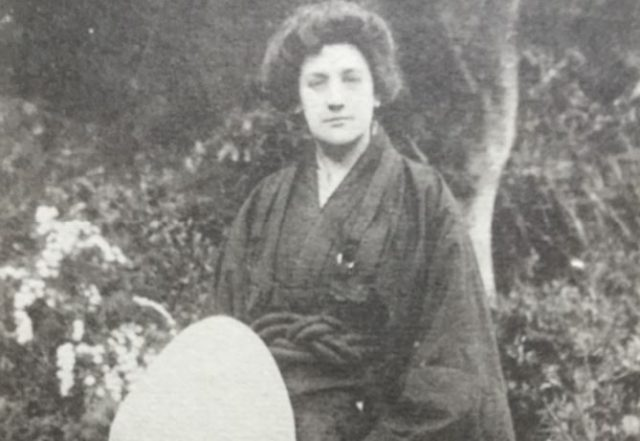
ベアトリス・スズキ

ベアトリス・アースキン・レイン・スズキ(Beatrice Erskine Lane Suzuki、1878年4月21日 - 1939年7月16日)は、アメリカ合衆国、ニュージャージー州ニューアーク生まれの神智学者。日本の仏教学者、鈴木大拙の妻。日本名・鈴木琵琶子。

## 教育
ラドクリフ大学を1898年に卒業。ラドクリフでは、ウィリアム・ジェームズ、ジョサイア・ロイス、ジョージ・ハーバート・パーマーに学ぶ。クラスメートの1人は、ガートルード・スタインだった。卒業後は、ニューヨークに移り、コロンビア大学大学院に学ぶ。1908年ソーシャルワークの修士号と証明書を取得。

## 結婚とキャリア

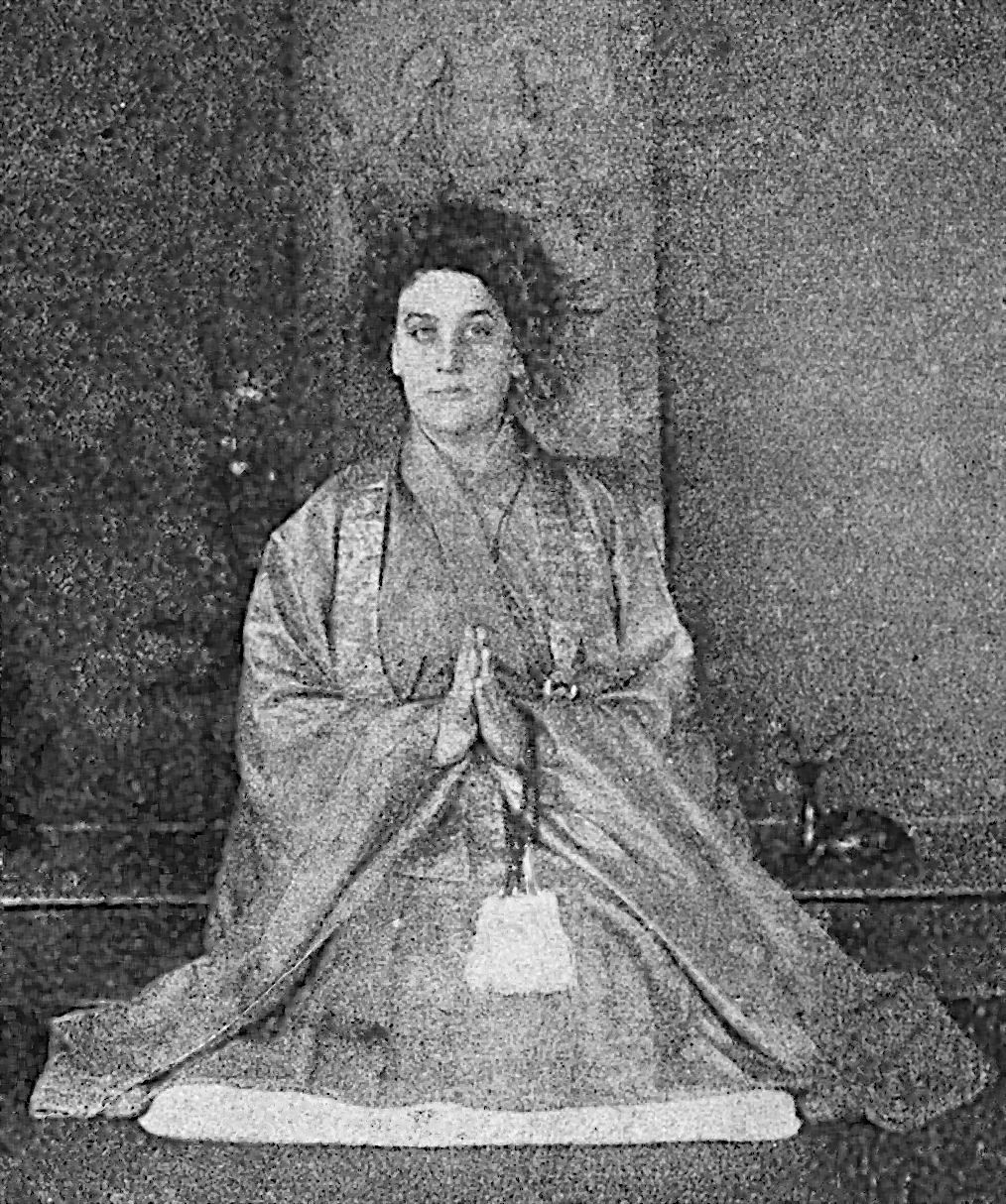
1930年

1906年、鈴木大拙がルーズベルト大統領と会った3日後、ヴェーダンダ協会での鈴木大拙の講演をベアトリスが聞きに行き、知り合った。1911年に日本に旅行し、同年鈴木大拙と結婚。結婚式は横浜領事館、披露宴は古美術商「サムライ商会」の野村洋三を媒酌人にホテルニューグランドで行なった。二人の間には息子ポールがいた。
1921年より大谷大学予科で英語を教えたほか、東方仏教徒協会（Eastern Buddhist Society）を設立し、日本や仏教についての著作を行なった。1924年に京都の自宅に神智学協会のロッジを設け、宇野円空、赤松智城、泉芳璟、山辺習学、羽溪了諦、森川智德、寿岳文章ら仏教系大学の教師らが会員となり、中流階級の女性の勉強会が多かった他国の神智学ロッジと違い、アカデミックな集いとなったが、会員の減少により1929年に閉鎖した。また、ベアトリスは東方の星教団（en:Order of the Star in the East）にも傾倒し、大拙はこれには批判的であった。
ベアトリスの墓所は鎌倉、東慶寺にある。

## 人物
夫の大拙によれば、ベアトリスは草木樹木、山河の類に強い思い入れがあり、絶対菜食主義であった。それは慈悲思想の発現であり、晩年20年程は毛皮をも着用しなかったという。草花では「星の光のような黄色さ、仙女のような優姿、乙女のように無邪気な面持」の月見草を愛していた。動物愛護のため、鎌倉に「慈悲園」なるものを経営し、動物の保護にも尽力していたという。また実に神速を極めた読書家であった。小説など一日に2、3冊は楽に読んだという。
講師を務める大学の学期中は京都に住み、休暇中は鎌倉（以前からの円覚寺正伝庵）で暮らすのを慣例とした。また夏には、母エンマや大拙と連れ立って軽井沢に避暑に向かった（以後大拙は、ベアトリス死後も夏になると毎年のように軽井沢に滞在した）。1926年8月には、ベアトリスは同年3月に亡くなった仏教学者佐々木月樵を想い、軽井沢の庭に咲く月見草を主題とした美しい弔文を彼に捧げている。以下一部抜粋。
TO SASAKI GESSHO
O Moon-flower in my mountain garden Blooming tonight in heavenly radiance! 
Carry this message to that farther shore When you open your petals again in the garden of the Pure Land.
（ああ、私の山の庭の月見草は今夜天国の輝きを以て咲き誇ります！
浄土の庭であなたが再び花びらを開くとき、どうぞこの想いをその遠い岸に運んでください。）
—Beatrice Lane Suzuki, Karuizawa, August 5, 1926

## 家族

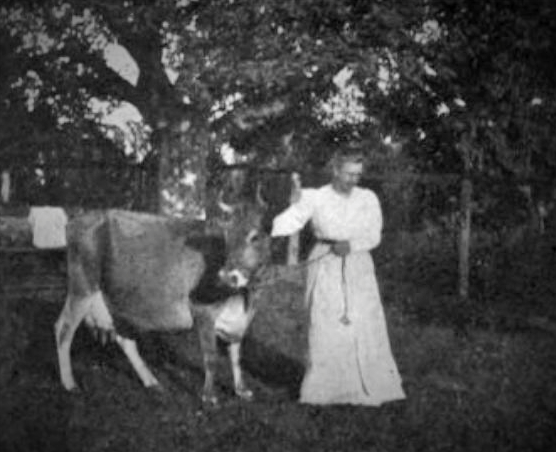
母親のエマ。自身の農場で

- 母・エマ・アールスキン・ハーン(Emma Erskine Hahn, 1846-1927) - 神智学徒、農場経営者。ロンドンでトーマス・アースキン（Thomas Erskine）の娘として生まれ、パリの聖心会学校を経て大学で医学を学んだのち、ドイツでトーマス・レイン(Thomas Lane)と結婚、米国ボストンでA.J.ハーン（Dr. A.J.Haln）と再婚[9]。スタンフォード (コネチカット州)で牧場を経営して農業回帰を実践提唱し、米国最古の農業支援団体ナショナル・グランジ(en:National Grange of the Order of Patrons of Husbandry)の会員でもあった[10]。ベアトリスが大拙と結婚後来日し、大拙らと同居、京都で没した。神智学にも関心が高く、慶応大学の客員教授で詩人のジェイムズ・カズンズ（en:James Cousins）が1920年に立ち上げた神智学協会東京ロッジに娘夫婦とともに参加した[11]。
- 夫・鈴木大拙
- 養子・鈴木勝 (作詞家) - 混血児。長年鈴木家に仕えた女中がどこからかもらい受け、大拙夫婦の子として入籍した[12]。

## 著作
- 「大乗仏教」1938年
- "Mahayana Buddhism" 1991
- "Mahayana Buddhism: A Brief Outline" 2004
- "Buddhist Temples of Kyoto and Kamakura"  2013